# Investidura presidencial de Harry S. Truman en 1945

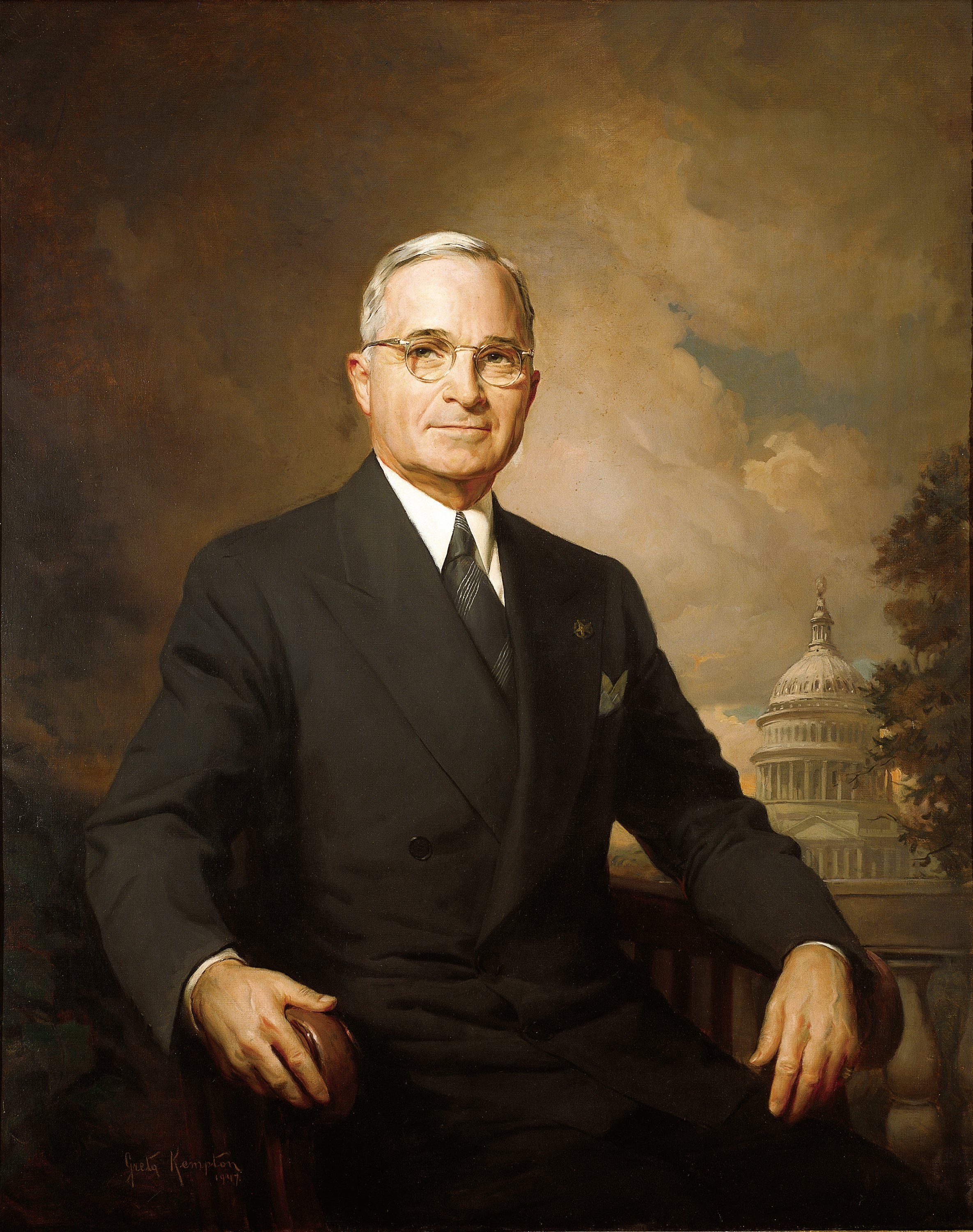
El 12 de abril de 1945 el vicepresidente Truman logró el cargo de Presidente tras la muerte.

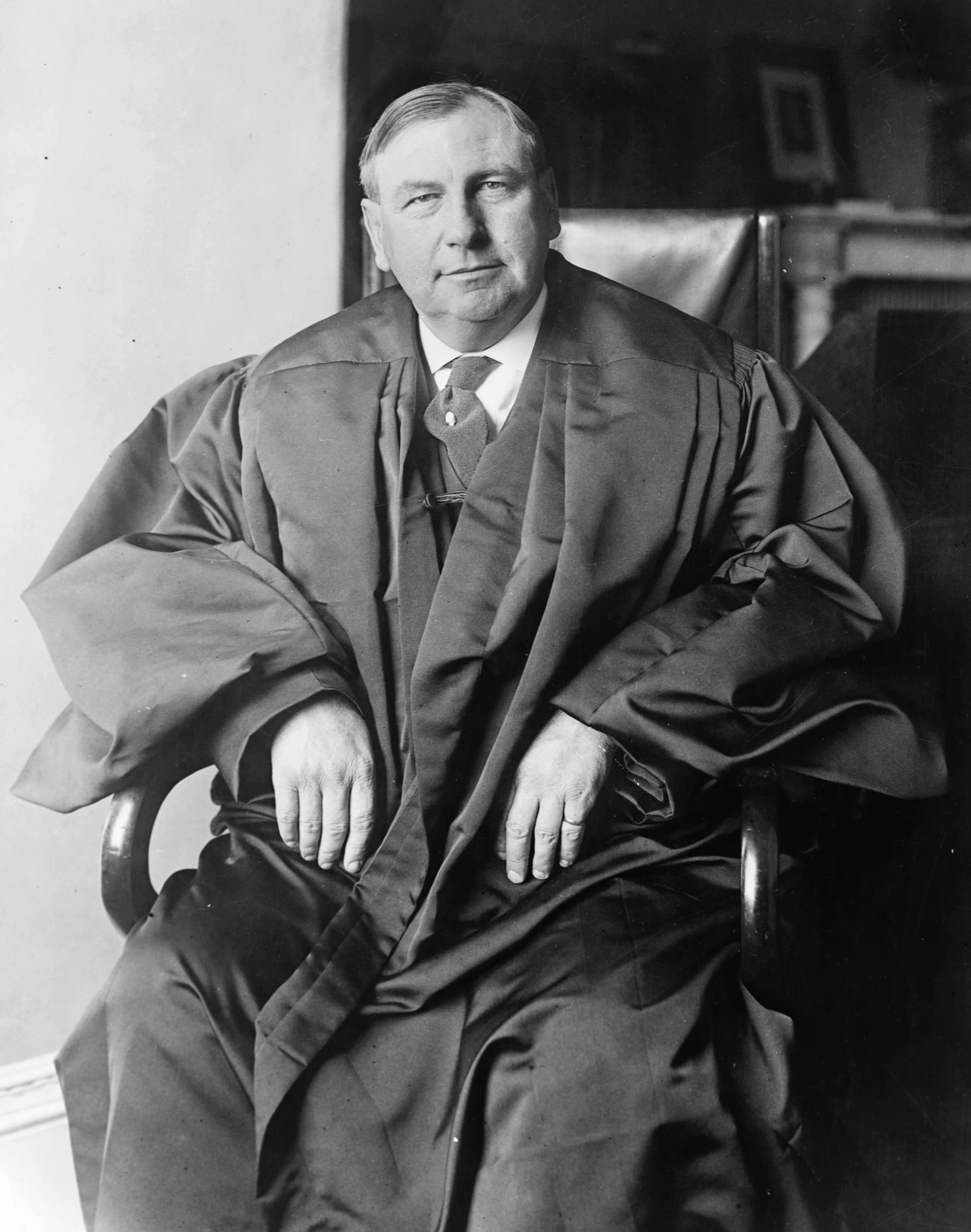
La investidura de Truman fue una de las dos ceremonias realizadas por el Jefe de Corte Suprema de Stone.

La investidura presidencial de Harry S. Truman de 1945 tuvo lugar el 12 de abril tras la repentina muerte del presidente Franklin D. Roosevelt.
El vicepresident Truman había sido llamado a la Casa Blanca por la primera dama Eleanor Roosevelt. Después de su llegada se le informó de que el presidente Roosevelt había muerto. Conmocionado, El vicepresident Truman pidió a la Sra. Roosevelt, «¿Hay algo que pueda hacer por usted?», a lo que ella respondió: «¿Hay algo que podamos hacer por usted? Para usted es un problema la actualidad».
El Presidente del Tribunal Supremo de los Estados Unidos, Harlan Fiske Stone, fue llamado a la Casa Blanca, para tomar el juramento del cargo. Cuando llegó Stone, Truman le pregunta si había traído su propia Biblia a lo que contestó que no, porque no sospechaba lo que iba a suceder.
|  |

Truman hizo juramentado como el 33 Presidente de los Estados Unidos en un armario de la habitación sobre las 7:00 PM. Entre los testigos de esta ceremonia fueron su esposa Elizabeth Truman, hija Margaret Truman, la Sra. Roosevelt, miembros del gabinete y Presidente de la Cámara Sam Rayburn.
Durante el juramento, Stone incorrectamente dijo «Yo, Harry Shippe Truman», pero Truman contestó correctamente «Yo, Harry S. Truman». Truman no tenía segundo nombre, sólo inicial.
Para Truman fue su segunda investidura en 1945, después de que Roosevelt tomara el juramento de investidura de su cuarto mandato como presidente, el 20 de enero de 1945, estaba a ocho días de cumplir 3 meses de su cuarto período.